# 環球優質酒店
環球優質酒店有限公司，簡稱環球優質酒店（英語：Global Premium Hotels Limited，SGX：P9J），在1995年，由新加坡飛龍集團有限公司分拆一家專門在新加坡經營经济，以及中檔型酒店，而主要品牌為「飛龍酒店」（Fragrance Hotel）、「威豪酒店」（Parc Sovereign）等，但不包括「飞龙酒店—雅丽」（Fragrance Hotel-Elegance），首席執行官為林志聰。
而在2012年4月26日於新加坡交易所主板上市。首天上市收盤報0.285新加坡元，較招股價（定價為0.26新加坡元，合共發行配售450,000,000股，集資金額為117,000,000新加坡元。但由於華僑銀行已接受認購了67,500,000股，故此增加至517,500,000股，集資金融為134,500,000新加坡元）漲幅為9.6%。
而總部位於168 Changi Road #04-01 Fragrance Building Singapore 419730（新加坡梓宜道168號飛龍大廈4樓401室）。

## 連結
- FragranceHotel.com （页面存档备份，存于）